# 塔季扬娜·沃罗宁娜
塔季扬娜·叶夫根尼耶芙娜·沃罗宁娜（羅馬化：Tat'yana Yevgen'yevna Voronina；1962年1月4日—）是俄罗斯政治人物，曾任第七届国家杜马议员和库尔斯克州杜马主席。
2016年，她因遭到VTB银行索赔而破产，她的儿子们也因为多场个人诉讼而破产。她的破产程序于2019年12月完成。